# Petrus von Pisa
Petrus von Pisa († um 799) war ein frühmittelalterlicher Gelehrter am Hof Karls des Großen.
Petrus lehrte an der Domschule in Pavia, der Hauptstadt der Langobarden, lateinische Grammatik. Im Rahmen der von Karl geförderten karolingischen Bildungsreform kam er als einer der ersten Gelehrten an dessen Hof (wohl um 774). Einhard zufolge unterrichtete der bereits alte Petrus Karl in lateinischer Sprache (Vita Karoli Magni 25). Mit einigen Gelehrten an Karls Hof stand er in Kontakt, so mit Paulus Diaconus. Am Lebensende kehrte er nach Italien zurück.
Petrus war kein origineller Autor und neigte wohl zu einer gewissen Eitelkeit. Er verfasste eine Karl gewidmete Grammatik und zog zu diesem Zweck antike, vor allem spätantike Werke heran, darunter Aelius Donatus und Priscian. Er schrieb außerdem Gedichte (Carmina).